# Синатра, Винченцо
Винче́нцо Сина́тра (итал. Vincenzo Sinatra, 1720—1765) — сицилийский архитектор, родом из города Ното, работавший преимущественно в стилях барокко и неоклассика.

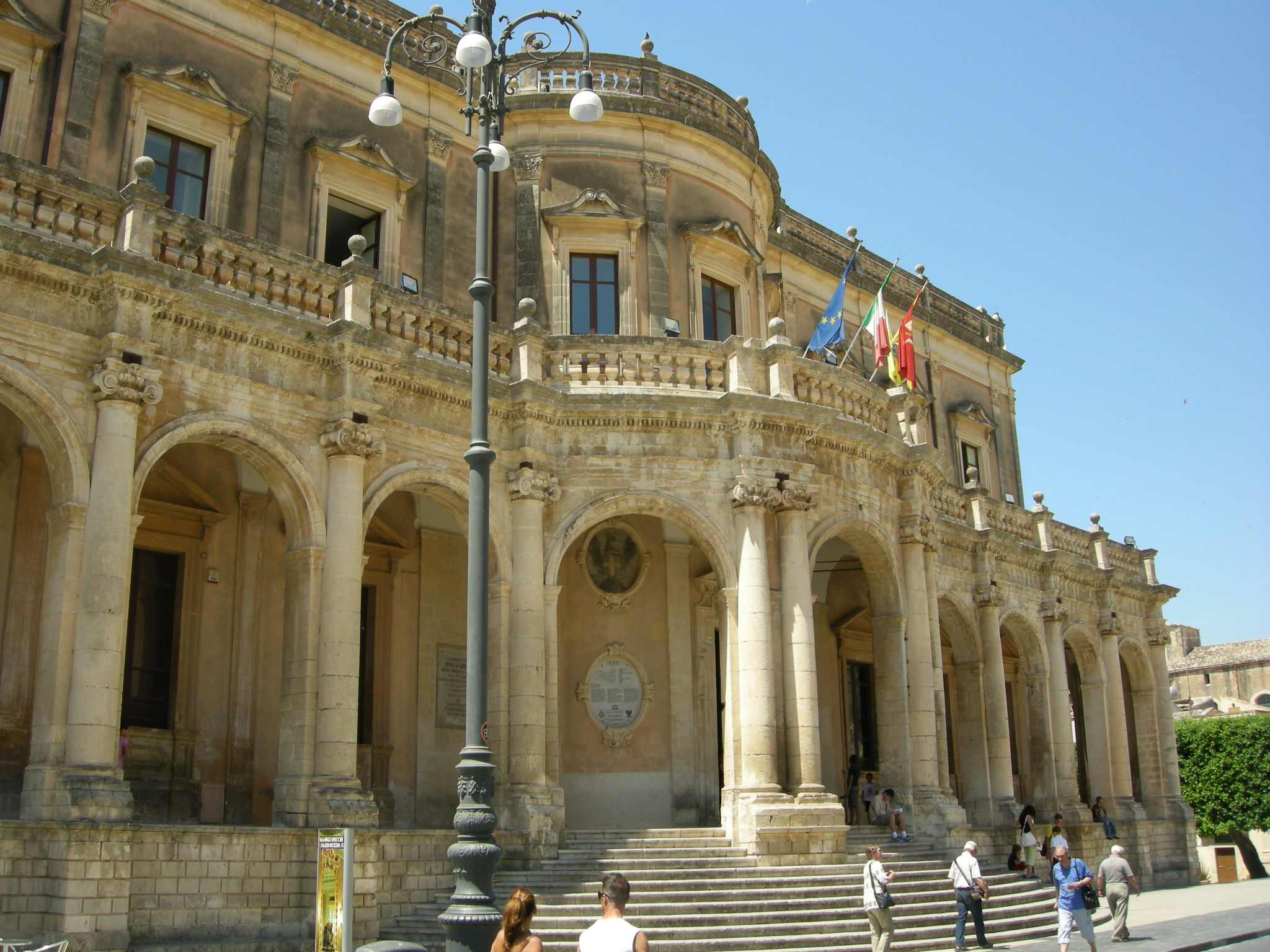
Палаццо Дучезио в городе Ното

В 1693 году Ното был разрушен сильным землетрясением, и в восстановлении города, которое длилось много лет, принимал участие и Синатра. Он был ответственен за многие новые постройки в городе, среди которых церковь Монтеверджине (св. Джироламо) и церковь Иоанна Крестителя, а также он руководил строительством базилики ди Санта-Мария-Мадджоре и лоджии Санта-Мария в городе Испика. Самым известным его творением стал Палаццо Дучезио, в котором теперь находится ратуша города Ното.